# Freistellungsbescheinigung
Der Begriff Freistellungsbescheinigung wird im Finanzwesen und in der Finanzverwaltung in unterschiedlichen Zusammenhängen gebraucht.

## Baufinanzierung
Eine Freistellungsbescheinigung ist die verbindliche Erklärung der finanzierenden Bank eines Bauträgers, dass sie das Vertragsobjekt eines Verkaufs des Bauträgers an seinen Auftraggeber von allen Grundpfandrechten freistellen wird. Eine solche Freistellungsbescheinigung ist nach § 3 Abs. 1 Nr. 3 Makler- und Bauträgerverordnung (MaBV) Voraussetzung dafür, dass der Bauträger Vermögenswerte des Auftraggebers entgegennehmen darf. Dieses Verbot dient dem Schutz des Auftraggebers. 
Baut ein Bauträger z. B. ein Mehrfamilienhaus, wird sich seine Bank z. B. mittels einer Globalgrundschuld absichern, die sich auf die ganze Immobilie erstreckt. Beim Verkauf der einzelnen (zu bauenden) Wohnungen an den Endnutzer ergibt sich dadurch das Problem, dass die Grundschuld, die der Erwerber für seine Baufinanzierung einträgt, im Rang hinter der Globalgrundschuld des Bauträgers eingetragen wird.
Der Erwerber muss den anteiligen Kaufpreis nach Baufortschritt nach einem Plan zahlen, dessen Stufen gemäß § 3 Abs. 2 MaBV zugunsten des Auftraggebers festgeschrieben sind. Die Bank des Erwerbers verfügt aufgrund der vorrangigen Globalgrundschuld jedoch über keine werthaltige Sicherheit. Daher werden diese Teilzahlungen nur geleistet, wenn durch eine Freistellungserklärung der Bank des Bauträgers sichergestellt ist, dass die Bank des Bauträgers eine Haftentlassung der Wohnung aus der Globalgrundschuld nach vollständiger Bezahlung zustimmt.

## Einkommensteuer
Im Steuerrecht erteilt das Finanzamt Freistellungsbescheinigungen, die den Leistungsempfänger einer Bauleistung von der Pflicht zum Abzug der Bauabzugsteuer befreit § 48b Abs. 1 Satz 1 EStG. 
Erbringt jemand (ein Leistender) im deutschen Inland eine Bauleistung an einen Unternehmer im Sinne des § 2 des Umsatzsteuergesetzes oder an eine juristische Person des öffentlichen Rechts (einen Leistungsempfänger), ist der Leistungsempfänger verpflichtet, von der Gegenleistung (Bezahlung) einen Steuerabzug in Höhe von 15 Prozent einzubehalten (Bauabzugsteuer) und an das für den Leistenden zuständige Finanzamt zu zahlen. Auf Antrag des Leistenden hat das Finanzamt eine Freistellungsbescheinigung zu erteilen, wenn gewisse Voraussetzungen vorliegen. Diese Bescheinigung übergibt der Leistende an den Leistungsempfänger, der damit von der beschriebenen Pflicht zum Steuerabzug befreit wird.

## Vertragsrecht
Im Vertragsrecht stellt eine Vertragspartei mittels Freistellungsbescheinigungen die andere Seite von der Haftung für Rechteverletzungen Dritter frei.